# Ève Gagnier
Ève Gagnier (* 12. November 1930 in Montreal; † 19. September 1984 ebenda) war eine kanadische Sopranistin und Schauspielerin.

## Leben und Wirken
Die Tochter von René Gagnier studierte am Conservatoire de musique du Québec Gesang bei Martial Singher, Klavier bei Auguste Descarries und Harfe bei Marcel Grandjany. Sie trat in zahlreichen Operetten und musikalischen Komödien auf der Bühne, im Rundfunk und Fernsehen auf. Von 1954 bis 1966 wirkte sie an der Fernsehserie L’Heure du concert der Société Radio-Canada mit, in der Opern, Operetten, Ballette und sinfonische Werke vorgestellt wurden.
Als Schauspielerin übernahm sie Hauptrollen in den Fernsehserien Le Survenant (1954–1960) und Au chenal du moine (1957–1958). Sie trat auch am Théâtre du Monument national und dem Théâtre du Rideau Vert auf. Daneben profilierte sie sich als Synchronsprecherin, u. a. in der Jugendserie Les Voyages de Tortillard (1977–1980) und der Fernsehserie Passe-Partout (1977–1987), auch war sie die Stimme des Charlie Brown in der gleichnamigen Zeichentrickserie (1983–1984). 
1989 wurde eine Straße in Montreal nach ihr benannt.